# Dare to Be Stupid (singolo)
Dare to Be Stupid è un singolo del cantante statunitense "Weird Al" Yankovic estratto dall'album Dare to Be Stupid ed è una pastiche dello stile dei Devo.
Il singolo contiene anche la canzone The Touch di Stan Bush.

## Tracce
1. The Touch di Stan Bush - 3:54
2. Dare to Be Stupid - 3:23

## Il video
Nel video si può vedere Weird Al e gli altri componenti della band vestiti con gli stessi abiti dei Devo e, in alcune parti del video, appaiono delle scene tratte dai loro video.